# Tiggeroperaen
Tiggeroperaen er en satirisk opera, der bruger operaens virkemidler, men ikke dens recitativer. Den var et vendepunkt i det engelske augustinske drama  i det tidlige 1700-tal. Melodierne blev brugt til skillingsviser, arier, salmer og folkesange. Den første opsætning gik 62 gange.

## Oprindelse
Stykket er skrevet af John Gay i 1728, og musikken er arrangeret af Johann Christoph Pepusch (overturen er baseret på to sange i 2. akt, som er skrevet af ham; basgangen er sikkert også af ham). Stykket tog sigte på overklassens store interesse i italiensk opera og var samtidig et smædeskrift mod Whigmedlemmet Robert Walpole og de notorisk kriminelle Jonathan Wild og Jack Sheppard. Stykket handler også den sociale uretfærdighed ved at sammenligne tyve og prostituerede med aristokratiet. Den og Tryllefløjten er de eneste satiriske operaer, der har bevaret deres popularitet. 
Tiggeroperaen har haft indflydelse på alle britiske komedier. I det 19. århundrede især på Gilbert og Sullivan. Men den er ikke stamfader til den moderne musical. Gay bruger den normale operaopsætning på tre akter og holder stram kontrol med dialog og handling, så der opstår morsomme overraskelser i alle de 45 korte scener og 69 korte sange.
Ideen til operaen kom fra Jonathan Swift, som i et brev spurgte digteren Alexander Pope"... hvad ville De synes om en Newgate pastorale mellem tyve og tiggere?". Deres fælles ven John Gay mente, det skulle være en satire i stedet for et hyrdestykke. Det blev hans største succes og har været spillet lige siden. I 1920'erne blev det opført ikke mindre end 1463 gange på Lyric Theatre i Hammersmidt i London.

## Tilrettelæggelse
John Gays hensigt var, at alle sange skulle fremføres uden akkompagnement – for at støtte ideen om råhed og kynisme.
Men en uge før premieren insisterede teaterdirektør John Rich på, at komponisten John Christopher Pepusch, der var tilknyttet teatret, skulle komponere en fransk ouverture bygget på en fuga fra Lycys sang i tredje akt I'm Like A Skiff on the Ocean Toss'd ("Jeg er som en robåd, der kastes rundt på havet"), og at han også skulle lave musikalske arrangementer for de 69 andre sange. Regnskabet fra 1729 – udgivet af Dover Books – viser dette. Succesen blev ledsaget af et ønske fra publikum om souvernir som billeder af Polly på vifter og tøj, plakater med alle skuespillerne. Og (som det var skik i London) blev der hurtigt lavet en erindringsbog med hele ouverturen, men kun den simpleste basgang til de 69 sange. Der er ingen indikationer (bortset fra tre steder) på dansemusik, forslag til andre instrumenter eller lignende.
Med undtagelse af
- Lucys Is Then His Fate Decree'd Sir ("Er hans skæbne da bestemt, min Herre?") der nævnes en forkortelse viol.;

- Trapes In the Days of My Youth ("I min ungdoms dage") her fa la la omkvædet nævnt med viol. – og i den sidste dans  –

- Macheaths Thus I Stand Like A Turk ("Således står jeg som en tyrk") hvor viol.  står nævnt to gange.

Fraværet af oprindelige kunstneriske kilder giver frit spil ved nytolkninger. Traditionen for personligt prægede opførelser af Tiggeroperaen går tilbage til Thomas Arnes opsætninger i det 18. århundrede og er fortsat til vores tid. Næsten alle musikstilarter er repræsenteret lige fra romantik til barok: Austin, Britten, Sargent, Bonynge, Dobin og andre gav Tiggeroperaens sange deres personlige træk.
Her er en liste over de mest betydningsfulde opsætninger:
- I 1920 arrangerede Frederic Austin musikken til en opsætning på Lyric Theatre, Hammersmith. I 1955 blev denne udgave optaget under ledelse af sir Malcolm Sargent med John Cameron som Macheath og  Monica Sinclair som Lucy.
- I 1928 lavede Bertolt Brecht og Kurt Weill en nytolkning med titlen Laser og pjalter (tysk: Dreigroschenoper). Det oprindelige plot er fulgt ret nøje, men musikken er næsten helt nykomponeret.
- I 1948 lavede Benjamin Britten et nyt arrangement med de oprindelige melodier. Peter Pears spillede rollen som Macheath.
- I 1975 lavede den tjekkiske manuskriptforfatter (og senere præsident) Václav Havel en udgave uden sange.
- I 1975 kom Broadway-musicalen Chicago med et plot med kriminel undertone.
- I 1990 lavede Jonathan Dobin sin meget roste udgave

## Roller
| Mr. Peachum         |                 |
| Lockit              |                 |
| Macheath            |                 |
| Filch               |                 |
| Jemmy Twitcher      | Macheaths bande |
| Crook-Finger'd Jack | Macheaths bande |
| Wat Dreary          | Macheaths bande |
| Robin of Bagshot    | Macheaths bande |
| Nimming Ned         | Macheaths bande |
| Harry Padington     | Macheaths bande |
| Matt of the Mint    | Macheaths bande |
| Ben Budge           | Macheaths bande |
| Beggar              |                 |
| Player              |                 |
| Mrs. Peachum        |                 |
| Polly Peachum       |                 |
| Lucy Lockit         |                 |
| Diana Trapes        |                 |
| Mrs. Coaxer         | Byens kvinder   |
| Dolly Trull         | Byens kvinder   |
| Mrs. Vixen          | Byens kvinder   |
| Betty Doxy          | Byens kvinder   |
| Jenny Diver         | Byens kvinder   |
| Mrs. Slammekin      | Byens kvinder   |
| Sukey Tawdrey       | Byens kvinder   |
| Molly Brazen        | Byens kvinder   |

## Synopsis
Peachum, som både er hæler og tyvefanger, angiver tonen med sin selvretfærdige sang, mens han sidder med sit regnskab. Den dystre sang er den eneste som både optræder i Tiggeroperaen og Laser og pjalter. Fru Peachum kommer ind og hører sin mand sætte dovne tyve på den sorte liste. Hun bebrejder han den ene af dem (Bob Boty - Robert Walpoles øgenavn), men går videre. Deres middelklassetyveri og selvtilfredshed bliver imidlertid knust, da deres datter Polly i hemmelighed gifter sig med den berømte landevejsrøver Macheath.
Kan du klare udgifterne til en mand, tøs, når det går til spil, druk og hor? Har du penge nok til klare skænderierne mellem mand og kone om, hvem der skal øde mest bort? Der er ikke mange mænd og kvinder, der kan klare udgifterne til at plage hinanden.
Forældrene konkluderer dog, at ægteskabet er fornuftigt nok, forudsat at manden kan fjernes, og de kan stjæle hans penge. De ankommer til hans hus for at myrde ham, men Polly har gemt sin mand. Hun fortæller ham om faren, og der følger en rørende duet, en parodi på tidens internationale kærlighedsscener. 
MACHEATH: And I would love you all the Day, (og den udslagne dag vil jeg elske dig)
POLY: Every Night would kiss and play, (hver nat bli'r til kys og leg)
MACHEATH: If with me you'd fondly stray (hvis du med mig er så venlig at skride)
POLY: Over the Hills and far away. (over bakker og afstande vide)
Macheats flugtplan går ud på at istandsætte et værtshus og samle en gruppe kvinder af tvivlsom oprindelse omkring sig. På trods af at de tilhører den laveste klasse, kappes kvinderne om at udvise de bedste manerer, samtidig med at de taler om heldige lomme- og butikstyverier. To af dem har til Macheaths store overraskelse, aftalt med Peachum at fange ham, og snart sidder han i Newgate, byens store fængsel. Her venter fængselslederens datter, Lucy Lockit, på en chance for at bebrejde Macheath, at han svigtede hende.
Din simple mand – hvor vover du se at se på mig efter det, der er sket imellem os? – Se hvordan jeg er tvunget til at bære det åg af skam, du har lagt på mine skuldre! – Oh Macheath, selvom du har fjernet min tavshed – vil det dog fryde mig at se dig tortureret.
Macheath har held til at formilde hende, men kun for at opleve Polly brase ind på det mest ubelejlige tidspunkt, som næsten berøver ham muligheden for flugt, fordi Polly erklærer ham for sin mand. Macheath lader som om, at Polly er skør og tvinger hende til flugt. Men noget i deres opførsel fylder Lucy med bange anelser: "Men den Polly sværmer underligt i mit hoved" – og hun synger: 
If love be not his Guide, (hvis kærligheden ikke er hans ledestjerne)
He never will come back! (kommer han aldrig tilbage!)
Som tiggeren fortalte, ville det blive et vanskeligt valg mellem to kvinder, hvis det ikke var for Lucys sans for vold og hævn. Macheath bemærker det, og det bliver fatalt for hendes sag, hvis den ikke allerede var tabt. 
LUCY: Hvor er jeg glad, hvis det kommer fra dit hjerte! For jeg elsker sådan, at jeg hellere så dig hængt end i armene på en anden.
MACHEATH: Men du kunne dog se mig hængt?
Drevet af bange anelser hjælper Lucy Macheath på flugt. Hendes far får nys om hans ægteskabsløfte og beslutter at forhøre sig hos Peachum om Pollys ægteskab – for hvis det er sandt, vil Macheaths død føre til rivalisering mellem banderne. Lockit besøger Peachum og sammen aflytter de fru Trapes, hos hvem Macheath skjuler sig. De beslutter at pågribe ham, og sagen går i gang. Fru Trapes afslører underverdenens praktiske sind ved ikke at regne med Peachums og Lockits belønning. 
Trapes: Jeg blander mig ikke i jeres affære – så hvad der end sker, er jeg ikke indblandet. Det har altid været mit motto, at ven skulle hjælpe ven – så hvis I vil være så venlige – så vil jeg tage et af disse halstørklæder med hjem, det er altid godt at have sådan ét.
Polly begiver sig imidlertid til Lucy for at finde en løsning – uden at vide, at Lucy har planlagt at forgifte hende. Med et fint afsæt i  melodramatiske mordscener, lykkes det Poly at overleve, og Macheaths flugtplan bliver afsløret. Maleren William Hogarth var tilstede ved premieren og husker, at de  to "koner" forgæves plagede deres fædre for Macheaths liv. Nu, i et øjebliks klarsyn, finder Macheath ud af, at hans liv er blevet for besværligt:
JAILOR: Four Women more, Captain, with a Child apiece! See, here they come. (Fangevogteren: fire kvinder mere, Kaptajn, hver med et barn, se dér kommer de.)
Macheath: What – four Wives more! – This is too much – Here – tell the Sheriff's Officers I am ready. (Hvad!? – Fire kvinder mere! – Dette er for meget – Her – Fortæl sheriffens bødler, at jeg er klar.)
En scene (der huskes på grund forstyrrelserne i prøven) ligger mellem den, hvor tiggeren forklarer, at han vil give en moralsk slutning med Macheats hængning "og om alle andre i stykket skal publikum tro, at de enten blev udvist eller hængt." Men tidens stil vil ikke tillade dette, for folk er ikke kommet for at se tragedie og skal have en lykkelig slutning. Macheath bliver frigivet og benådet og inviterer alle til en fest, hvor han erklærer Polly for sin retmæssige kone. 
Hensigten med Tiggeroperaen er at vise, at korruption i de øverste samfundslag fører til lidelser og problemer hele vejen ned gennem systemet. Således er den et højt moralsk stykke på trods af dens tilsyneladende forherligelse af kriminalitet. To uger efter premieren kunne man i en artikel i The Craftsman, oppositionens ledende avis, læse en protest over at Gays stykke angiveligt var ærekrænkende. 
Det vil, ved jeg, blive sagt af disse udsvævende skuespillere, at satiren er generel; og at det afslører en bevidsthed om skyld hos enhver mand. Men de lader til at glemme, at der findes mange tvetydigheder ... Hverken titlen på dette stykke eller hovedpersonen, som er en landevejsrøver, afslører til fulde ondskaben i det ... For ham vil alle forstå som én, der gør det til sin levevej at samle penge fra folk til eget behov, og som altid frygter at skulle redegøre for dem. Er det ikke anledning til mistanke, når man fremstiller og sårer en persons autoritet gennem en simpel forbryder? (i Guerinot & Jilg, 87-88)
Kommentaren lægger også vægt på den sidste bemærkning i stykket: "Det jævne folk har laster i deres kår, ligesom de rige har, og er straffet for begges"( 89

## Fortsættelse
I 1729 skrev Gay en forsættelse, Polly, som foregår i Vestindien. Macheath, der er blevet udvist, er undsluppet og blevet pirat, mens fru Trapes har slået sig på hvid slavehandel og shanghajer Polly for at sælge hende til den rige plantageejer Ducat. Polly undslipper forklædt som dreng, og efter mange eventyr bliver hun gift med en caraibisk høvding. 
Den politiske satire var endnu mere tydelig i Polly, der blev forbudt af premierminister Robert Walpole, og den blev først opført 50 år senere.

## Andet
The Beggar's opera var et psykedelisk band i 1970'erne, navngivet efter Gays værk.